# L'Herbe rouge
Pour les articles homonymes, voir Herbe rouge.
L'Herbe rouge est un roman de Boris Vian publié en juin 1950 par l'éditeur Toutain.

## Résumé
L'Herbe rouge narre les aventures d'un ingénieur nommé Wolf, créateur d'une machine pouvant lui faire revivre son passé et ses angoisses dans le but, non atteint, de les oublier.

## Style et thèmes
Boris Vian y insère ses notes habituelles d'humour noir, tout en laissant transparaître ses propres inquiétudes et en faisant un appel fort à des données auto-biographiques, plus encore que dans le reste de son œuvre. 
Il y fait le procès de la psychanalyse, et présente pour la première fois dans son œuvre des femmes « autonomisées », en position de supériorité par rapport aux hommes dont elles se détachent de plus en plus.
Ce roman présente plusieurs thématiques communes avec le roman ultérieur L'Arrache-cœur : outre la dénonciation de la psychanalyse et la position des femmes, la mort, le vide et la honte refoulée. La honte ressentie par le personnage principal, Wolf, renvoie au fait d'avoir été surprotégé par sa mère,. 
Dans les éditions contemporaines, L'Herbe rouge est suivi d'un court recueil de nouvelles, Les Lurettes fourrées.

## Adaptation
- 1985 : L'Herbe rouge (téléfilm)